# Oestersaus

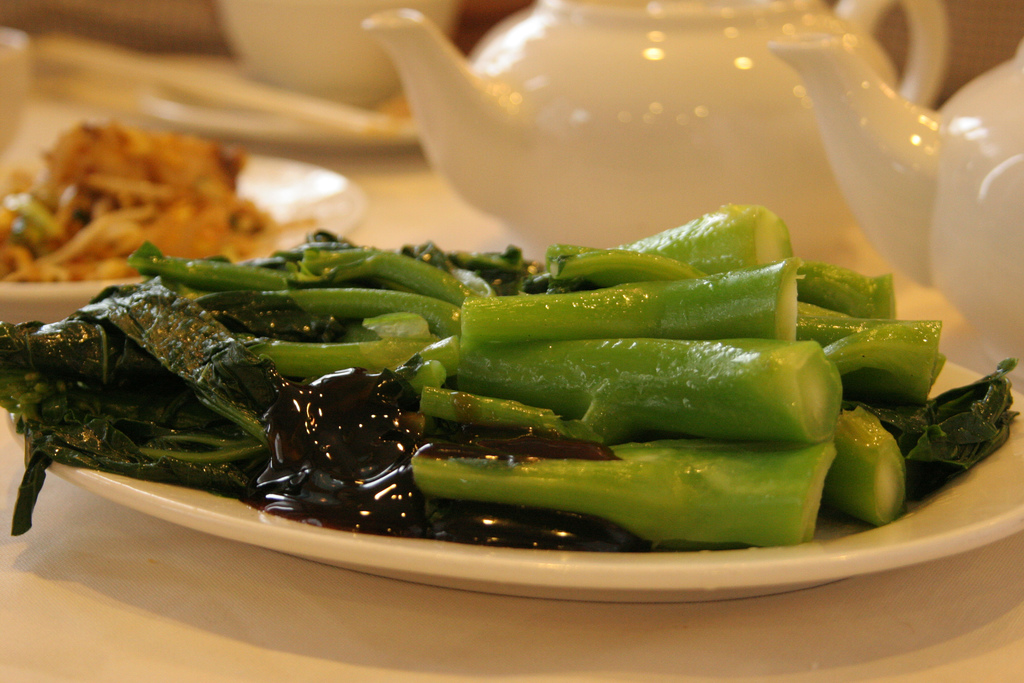
Een bord gailan met oestersaus

Oestersaus is een donkergekleurde saus met oesterextract, veelgebruikt in de oosterse keuken. Het heeft een zoetige smaak en wordt vaak gebruikt in combinatie met varkens- of rundvlees en groenten.
In Nederland en België is oestersaus in flesjes te koop bij de toko en in sommige supermarkten.

## Geschiedenis
In 1888 werd de oestersaus per ongeluk uitgevonden door oprichter Lee Kum Sheung in Nanshui, Zhuhai, Guangdong, China. Hij verkocht gekookte oestersoep en was op een dag vergeten dat hij de oestersoep aan het bereiden was. De oestersoep dikte in tot een saus.